# 160 (liczba)
160 (sto sześćdziesiąt) – liczba naturalna następująca po 159 i poprzedzająca 161.

## W matematyce
- 160 jest liczbą praktyczną[1]
- 160 jest sumą pierwszych jedenastu liczb pierwszych (2 + 3 + 5 + 7 + 11 + 13 + 17 + 19 + 23 + 29 + 31)
- 160 jest iloczynem sześcianów pierwszych trzech liczb pierwszych (23 + 33 + 43)
- 160 jest palindromem liczbowym, czyli może być czytana w obu kierunkach, w pozycyjnym systemie liczbowym o bazie 3 (12221) oraz bazie 6 (424)
- 160 należy do czternastu trójek pitagorejskich (36, 160, 164), (78, 160, 178), (96, 128, 160), (120, 160, 200), (160, 168, 232), (160, 231, 281), (160, 300, 340), (160, 384, 416), (160, 630, 650), (160, 792, 808), (160, 1275, 1285), (160, 1596, 1604), (160, 3198, 3202), (160, 6399, 6401).

## W nauce
- liczba atomowa unhexnilium (niezsyntetyzowany pierwiastek chemiczny)
- galaktyka NGC 160
- planetoida (160) Una
- kometa krótkookresowa 160P/LINEAR

## W kalendarzu
160. dniem w roku jest 9 czerwca (w latach przestępnych jest to 8 czerwca). Zobacz też co wydarzyło się w roku 160, oraz w roku 160 p.n.e.